# Thornburghiella jankai
Thornburghiella jankai är en tvåvingeart som beskrevs av Jezek 1992. Thornburghiella jankai ingår i släktet Thornburghiella och familjen fjärilsmyggor.
Artens utbredningsområde är Turkiet. Inga underarter finns listade i Catalogue of Life.